# Alojz
Alojz je moško osebno ime.

## Izvor imena
Ime Alojz izhaja iz latinskega imena Aloisius. Ime Aloisius oziroma obliki Alois, Aloys razlagajo nekateri nemški imenoslovci kot latinizirano obliko germanskega zloženega imena Alwis, ki pa je tvorjeno iz starovisokonemških besed al v pomenu »vse« in wisi »pameten, razumen«. Drugi pa menijo, da ima ime Alojz enak izvor kot ime Ludvik, nemško Ludwig in ga razlagajo kot ime zloženo iz starovisokonemških besed hlut v pomenu besede »slaven« in wig v pomenu »boj«.

## Različice imena
Alojzij, Lojze, Lojz, Lojzek, Lojzi

## Tujejezikovne oblike imena
- pri Nemcih: Alois, Aloisus, Aloysius
- pri Čehih: Alois (Alojz - pri Slovakih)
- pri Hrvatih: Alojz, Alojzije; Lujo??
- pri Italijanih: Aloisio, Alvise, Luigi
- pri Angležih: Alois, Aloysius
- pri Madžarih: Alajos
- pri Poljakih: Alojzy
- pri Rusih: Алои˘з
- pri Špancih, Portugalcih: Aloisio?

## Pogostost imena
Po podatkih Statističnega urada Republike Slovenije je bilo na dan 31. decembra 2007 v Sloveniji število moških oseb z imenom Alojz: 9.356. Med vsemi moškimi imeni pa je ime Alojz po pogostosti uporabe uvrščeno na 24. mesto.

## Osebni praznik
V koledarju je ime Alojz zapisano 21. junija.